# یورمن کامپوزانو
یورمن کامپوزانو (زاده ۳۰ آوریل ۱۹۹۶) یک بازیکن فوتبال اهل کلمبیا است که در پست هافبک برای بوکا جونیورز بازی می‌کند.

## اوایل زندگی
در سن ۱۵ سالگی، کامپوزانو با شخصیتی قوی و برخلاف آنچه خانواده اش می‌خواستند، شهر زادگاهش تامالامک را ترک کرد. او برای جست و جوی فرصت‌ها به شهر بوگوتا آمد. او توانست در یک مرغ‌فروشی در شهر بوسا شغلی پیدا کند، شهری که در آن اولین مسابقات فوتبال آماتور خود را در آنجا انجام داد و پنجاه هزار پزو (۱۵ دلار) برای بازی‌های انجام شده به دست آورد.

## دوران حرفه‌ای

### دورهٔ جوانان
او اولین قدم‌های خود را برای رسیدن به فوتبال حرفه ای در باشگاه مدرسه فوتبال چورتا میلوس برداشت. سپس معلمی از لا اکیداد به او پیشنهاد بازی در «تیم پایه» آن باشگاه را داد. بعداً به بوئنوس آیرس، آرژانتین سفر کرد تا در بانفیلد تمرین کند و در آنجا او را از نظر روحی و جسمی آماده کردند. از آنجا به کلمبیا بازگشت تا با دپورتیوو پریرا ملحق شود، جایی که تنها با یک تمرین توسط مربی هرنان لیسی به تیم حرفه ای ملحق شد.

### دپورتیوو پریرا
او به عنوان یک حرفه ای در ۱۵ آوریل ۲۰۱۵ در روز چهارم مسابقات جام کلمبیا اولین بازی خود را آغاز کرد. علیرغم اینکه اولین بازی او در یک باشگاه حرفه ای بود، او ۶۵ دقیقه مقابل اتلتیکو هویلا در استادیوم گیرمو پلازاس آلسید بازی کرد، جایی که آنها ۳ بر ۱ شکست خوردند.
در فصل بعد، او اولین گل خود را در ۲ اوت ۲۰۱۶ در برابر باشگاه فوتبال اتلتیکو در پیروزی ۷–۲ در لیگ سری بی به ثمر رساند.

### اتلتیکو ناسیونال
پس از نشان دادن سطح خوبی از خود در دپورتیوو پریرا، مربی میگوئل آنخل روسو با او تماس گرفت تا برای میلوناریوس بازی کند. با این حال، به نظر می‌رسید که اتلتیکو ناسیونال پیشنهاد خود را افزایش بخشد، بنابراین یورمن تصمیم گرفت با آنها قرارداد امضا کند.
در ژانویه ۲۰۱۸، او به عنوان بازیکن جدید به اتلتیکو ناسیونال در لیگ سری آ پیوست. کامپوزانو اولین بازی خود را برای اتلتیکو ناسیونال در ۳۱ ژانویه ۲۰۱۸ مقابل میلوناریوس در بازی رفت لیگ‌برتر کلمبیا ۲۰۱۸ انجام داد.

### بوکا جونیورز
در اوایل ژانویه ۲۰۱۹، یورمن کامپوزانو با بوکا جونیورز قرارداد امضا کرد. در ۲۷ ژانویه ۲۰۱۹، او اولین بازی خارج از خانه خود را در برابر نیوولز اولد بویز در لیگ‌برتر ۱۹–۲۰۱۸ انجام داد، و در دقیقه ۵۹ به عنوان بازیکن تعویضی به جای ویلمار باریوس وارد بازی شد، در بازی که با نتیجه تساوی ۱–۱ به پایان رسید.
در مارس ۲۰۲۰ او با پیروزی در لیگ‌برتر ۲۰–۲۰۱۹ با شکست ریور پلاته در مرحله نهایی، عنوان جدیدی را به دست آورد.

## دوران ملی
کامپوزانو در ۲۹ اوت ۲۰۱۸ به تیم ملی فوتبال کلمبیا دعوت شد. او اولین بازی خود را در برابر ونزوئلا در ۸ سپتامبر ۲۰۱۸ انجام داد.

## افتخارات
اتلتیکو ناسیونال
- کوپا کلمبیا (۱): ۲۰۱۸

بوکا جونیورز
- پریمیرا دیویسیون (۱): ۲۰–۲۰۱۹
- کوپا آرژانتین (۱): ۲۰–۲۰۱۹
- سوپرکاپ آرژانتین (۱): ۲۰۱۸
- کوپا د لا لیگا برتر (۱): ۲۰۲۰